# Karl Nemeczek
Karl Nemeczek (ukrainisch Карл Немечек; * 1950 in Czernowitz, Ukrainische SSR, Sowjetunion; † vor oder am 28. Januar 2021) war ein Trompeter und Musikpädagoge.

## Biografie
Karl Nemeczek wurde in Czernowitz, der ehemaligen Hauptstadt des Kronlandes Bukowina in einer deutschsprachigen, aus Tschechien eingewanderten Familie geboren. Er studierte von 1968 bis 1972 Musik am Konservatorium seiner Heimatstadt und im Anschluss von 1972 bis 1978 Trompete an der Kiewer Musikakademie bei Mykola Berdijew. In Kiew war er im Rundfunkorchester, im Filmorchester, in der Staatsoper, im staatlichen Sinfonieorchester sowie als Lehrbeauftragter an der Musikschule tätig.
1978 kam er nach Donezk im Osten der Ukraine, wo er als Solotrompeter im Ensemble der Staatsoper sowie als Dozent für Trompete im Konservatorium wirkte. Zurück in Kiew 1980 wurde er zum 1. Trompeter des Kiewer Sinfonieorchesters angestellt und setzte seine pädagogische Tätigkeit am Reinhold-Glier-Musikinstitut fort.
1989 kam Nemeczek mit seiner Familie als Spätaussiedler nach Deutschland, nur seine ältere Tochter ist in Czernowitz geblieben. Ab 1991 unterrichtete er Trompete an den Kunstschulen in Waiblingen und Backnang in Baden-Württemberg. Er trat als Solist und Dirigent mit vielen Orchestern in Deutschland und im Ausland auf. Er unterhielt Kontakte mit seiner Heimatstadt Czernowitz, wo er als Gastprofessor das Czernowitzer S.-Worobkewytsch Konservatorium besuchte und zum 75. Geburtstag des Bukowiner Musikers Leonid Satulowsky im Galakonzert „Herbstliches Rendez-vous“ teilnahm. Neben der Trompete spielte Nemeczek Horn, Corno da caccia und Posaune. Nemeczek Repertoire umfasste Werke von der Renaissance bis zur Gegenwart. Seine Konzerte sind auf zahlreichen CDs erschienen.